# 干燥

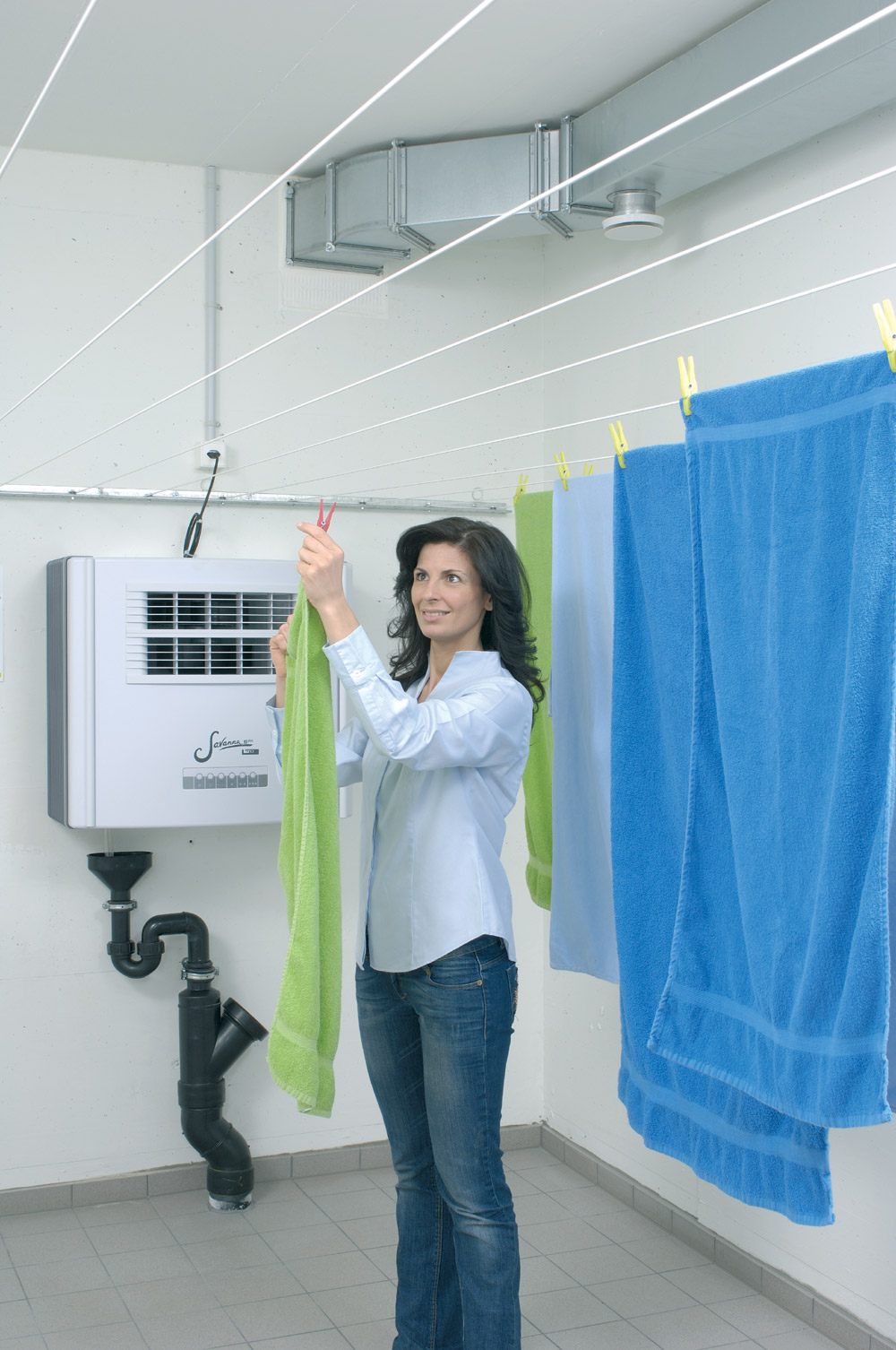
衣物正掛在烘乾室的曬衣繩上以去除水分（背景有除濕機，天花板上有通風管道）

干燥是一種传热傳質過程，透過蒸發從固體、半固體或液體中去除水或其他溶劑 。在製造工業中，此過程屬单元操作，通常作為銷售或包裝產品之前的最後生產步驟。要被視為“乾燥”，最終產品必須是固體，呈連續的片狀（例如紙）、長片（例如木頭）、顆粒（例如穀物或玉米片）或粉末（例如沙、鹽、洗衣粉、奶粉）。通常需要用到熱源和乾燥劑以去除過程中產生的蒸汽。在食品、穀物等生物產品和疫苗等藥品生產中，需要去除的溶劑幾乎總是水。
最常見的情況是，氣流（例如空氣）會透過對流產生熱量，並將蒸氣帶走。其他可能性是真空乾燥，其中熱量由傳導或輻射（如微波）提供，而產生的蒸汽則由真空系統去除。另一種間接技術是滾筒乾燥（例如用於製造馬鈴薯片），其中使用加熱表面提供能量，並且抽吸器將蒸汽抽出房間。相反，透過過濾或離心對溶劑（例如水）進行機械提取不被視為“乾燥”而是“排水”。
有时单纯的物理干燥也叫做脱水，如食物脱水以便贮藏，防止微生物繁殖引起食物腐败等。

## 乾燥機制
在一些具有相對較高的初始水分含量的產品中，若在乾燥初段時間內觀察到平均產品水分含量隨時間線性減少，該時期通常稱為「恆定乾燥速率期」。通常，在此期間，被去除的是單個顆粒外部的表面水分。此期間的乾燥速度主要取決於熱傳遞至被乾燥材料的速度。因此，最大可達到的乾燥速率被認為是受熱傳遞限制的。如果繼續乾燥，乾燥速率會逐漸下降（下降速率期），並最終在很長的時間內趨於接近水平。產品水分含量則恆定在“平衡水分含量”，實際上，它與脫水介質保持平衡。在降速期內，水分從產品內部向表面的遷移主要是透過分子擴散的方式，即水通量與水分含量梯度成正比。這意味著水從水分含量較高的區域移動到水分含量較低的區域，這現象可以用熱力學第二定律來解釋。如果除水量很大，產品通常會發生收縮和變形，除非採用精心設計的冷凍乾燥過程。降速階段的乾燥速率由被乾燥固體內部水分或溶劑的去除速率控制，稱為「質傳限制」。這在水果和蔬菜等吸濕性產品中很常見，這些產品的乾燥發生在下降速率期，而恆定乾燥速率期可以忽略不計。

## 對象
乾燥的对象有三种：
1. 固体：一般加热，用热空气或其他热气体将固体中的水分或溶剂汽化带走，对于加热后容易分解或氧化的物料，必须用减压的方式使水分或溶剂汽化，叫做真空干燥或低温干燥。
2. 液体：对含有水分的液体，一般用氧化钙、氢氧化钠或硅胶等物质进行干燥，这物质能吸水并能和水结合产生不溶不易分解的新物质。对于低沸点的液体如酒精溶液也可以用蒸馏的方法去除水分。
3. 气体：可以用浓硫酸等吸收水分又不和待除水的气体反应的物质进行干燥，如对含水的氯气、二氧化硫气体进行干燥等。

## 方法

在典型的相圖中，氣體和液體之間的邊界從三相點延伸到臨界點。常規乾燥是綠色箭頭，超臨界乾燥是紅色箭頭，冷凍乾燥是藍色箭頭。

以下是一些常見的乾燥方法：

### 使用熱空氣（對流或直接乾燥）
空氣加熱增加了熱傳遞的乾燥力，加速了乾燥。它還降低了空氣相對濕度，進一步增加了乾燥的驅動力。隨著水分含量下降，固體升溫，較高的溫度加速了水從固體內部向表面的擴散。然而，為顧及產品品質，適用的空氣溫度並非愈高愈好，而是有所限制。過熱的空氣會使固體表面幾乎完全脫水，從而使其孔隙收縮並幾乎閉合，導致結殼或“表面硬化”，這通常是不希望看到的。例如在木材乾燥過程中，為了避免木材從中心到表面的濕度梯度過高而導致表面過度脫水和產品變形，會在空氣加熱（這會加速乾燥）時加入一些蒸氣（這會在一定程度上阻礙乾燥速度）。噴霧乾燥屬於這一類。

#### 噴霧乾燥

實驗室規模的噴霧乾燥器。
A）需要乾燥的溶液或懸浮液；B)霧化氣體進入；1）乾燥氣體進入；2）乾燥氣體的加熱；3）噴灑溶液或懸浮液；4）乾燥室；5）乾燥室與旋風分離器之間部分；6）旋風；7)乾燥氣體被帶走；8)產品收集容器。
箭頭表示這是並流實驗室噴霧乾燥機。

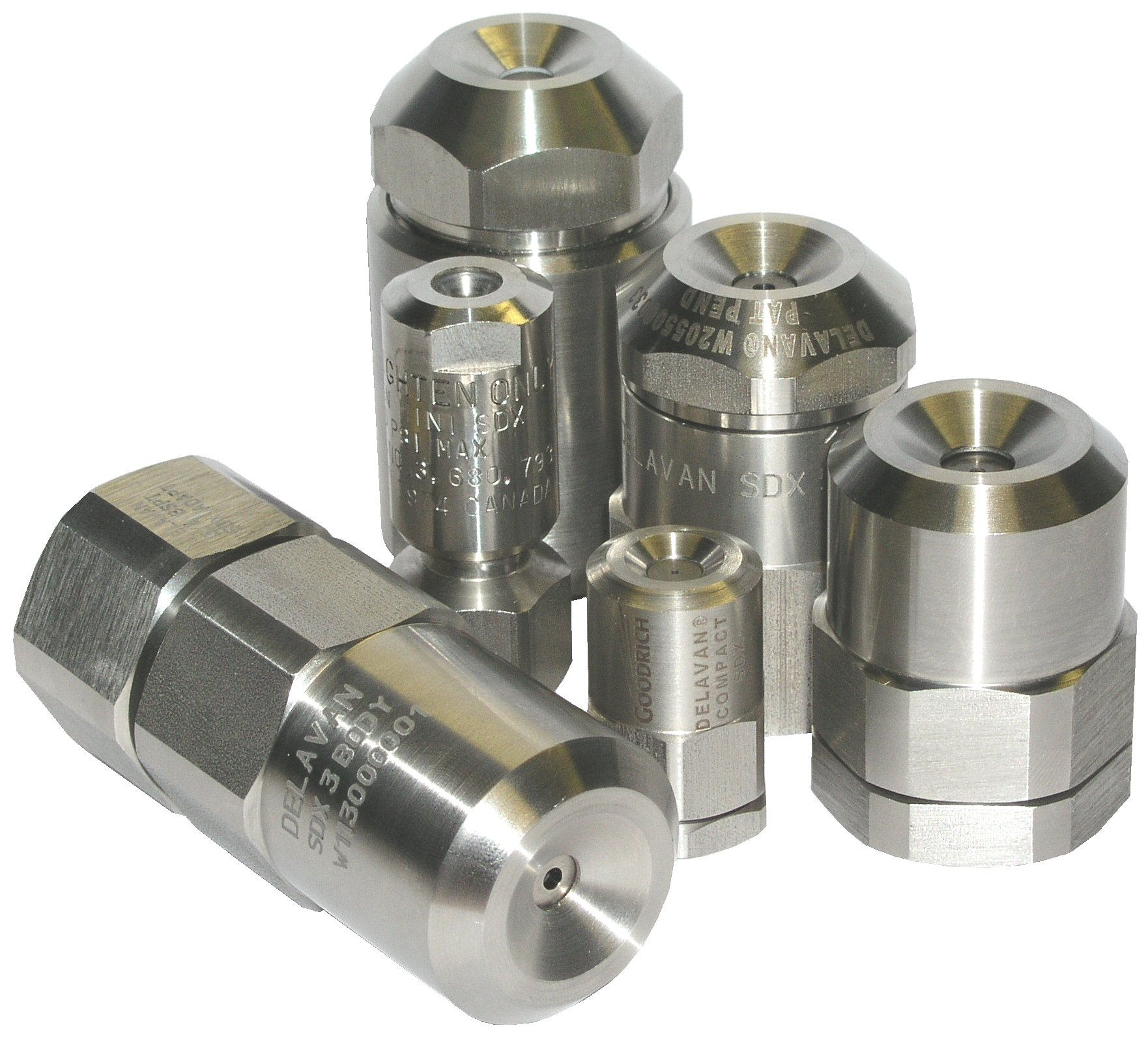
噴霧乾燥機使用的噴嘴

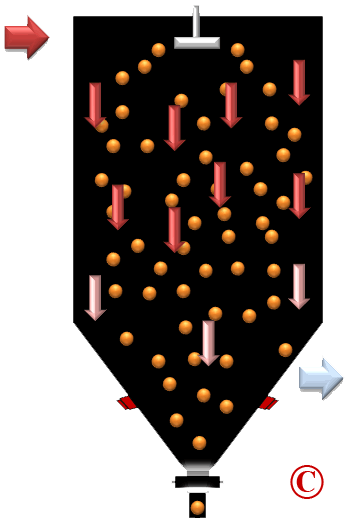
噴霧乾燥過程示意圖

噴霧乾燥是一種透過使用熱氣體快速乾燥將液體或漿液製成乾粉的方法。這是乾燥許多熱敏感材料（如食品和藥品）或需要極其一致、細小顆粒大小的材料的首選方法。空氣是最常用的加熱乾燥介質；然而，如果液體易燃（如乙醇）或產品對氧氣敏感，則可以使用氮氣。 噴霧乾燥被廣泛應用於製造食品（例如奶粉、咖啡、茶、雞蛋、穀類、香辛料、調味品、血液、澱粉和澱粉衍生物、維生素、酵素、甜菊糖、營養保健品、色素、動物飼料等）、製藥（例如抗生素、藥物成分及添加劑）及工業（如塗料顏料、陶瓷材料、催化劑載體及微藻等）。
與其他乾燥方法相比，噴霧乾燥可以非常快速地乾燥產品，並一步將溶液（或漿液）轉化為乾粉，從而簡化流程並提高利潤率。噴霧乾燥與其他替代方法的比較：
- 冷凍乾燥：適用於會在噴霧乾燥過程中降解的產品，為較昂貴的批量處理程序。乾燥產品不能自由流動。
- 滾筒乾燥：一種用於生產低價值產品的低成本連續製程；產生的是薄片而不是自由流動的粉末。
- 脈衝燃燒乾燥：一種成本較低的連續工藝，比噴霧乾燥可以處理更高的黏度和固體負荷，有時可產生自由流動的粉末（質量可媲美冷凍乾燥）。

所有噴霧乾燥機都使用某種類型的霧化器或噴嘴將液體或漿液分散成可控液滴大小的噴霧。其中最常見的是旋轉盤和單流體高壓旋流噴嘴。眾所周知，霧化器輪可提供更廣泛的粒徑分佈，但這兩種方法都能實現一致的粒徑分佈。另外，在某些應用中，也可以使用雙流體噴嘴或超音波噴嘴。根據製程要求，透過適當的選擇可以實現 10 至 500 μm 的液滴尺寸。最常見的應用是直徑 100 至 200 μm 的範圍。乾粉通常是自由流動的。
噴霧乾燥機採用液體流，將溶質或懸浮液分離為固體，將溶劑分離為蒸氣。固體通常被收集在滾筒或旋風分離器中。液體輸入流經由噴嘴噴入熱蒸汽流並蒸發。水分迅速脫離液滴，形成固體。通常使用噴嘴使液滴盡可能小，從而最大限度地增加表面積，提高熱傳遞和水的蒸發率。根據噴嘴的不同，液滴尺寸範圍從 20 到 180 μm。 噴嘴主要有兩種：高壓單流體噴嘴（50 至 300 巴）和雙流體噴嘴：一種流體是需要乾燥的液體，另一種流體是壓縮氣體（通常為 1 至 7 巴的空氣）。最常見的噴霧乾燥機類型是單效噴霧乾燥機。腔室頂部有一個乾燥空氣源。大多數情況下，空氣吹向與噴灑液體相同的方向（並流）。雖然可以產生細粉末，但流動性差並且會產生大量粉塵。為了克服灰塵問題和粉末流動性差的問題，已經開發出一種稱為多效噴霧乾燥器的新一代噴霧乾燥器。液體的乾燥不是一次性完成的，而是分兩個步驟進行：第一步在頂部（按照單效），第二步在腔室底部使用整合的靜態床。床層提供潮濕的環境，使較小的顆粒聚集在一起，產生更均勻的粒徑（通常在 100 至 300 μm 範圍內）。
第一階段乾燥產生的細粉可以在腔室頂部（噴灑液體周圍）或底部（整合流化床內部）以連續流動的方式回收。粉末的乾燥可以在外部振動流化床上完成。
熱乾燥氣體可以並流方式（與噴霧液體霧化器同向）或逆流方式（熱空氣與霧化器流向相反）進入。採用並流流動時，顆粒在系統和顆粒分離器（通常是旋風裝置）中停留的時間較少。採用逆流流動時，顆粒在系統中停留的時間較長，通常與流化床系統配對使用。並流通常可以使系統更有效地運作。
在製藥過程中，噴霧乾燥技術將活性藥物成分均勻分散到聚合物基質中，從而製造無定形固體分散體。這種狀態將使活性化合物（藥物）處於更高的能量狀態，從而促進藥物種類在患者體內的擴散。
噴霧乾燥經常被食品和其他行業用於微囊化。將要封裝的物質（負載）和兩親載體（通常是某種化製澱粉）於水中同質化為懸濁液（漿料）。然後將漿料送入噴霧乾燥器（通常有一個加熱到高於水沸點溫度的塔）。漿料進入塔內時就會被霧化。水的高表面張力，以及兩親性載體、水和負載物之間的疏水/親水相互作用，會使霧化後的漿料形成膠束。由於液滴尺寸較小（平均直徑為 100微米），因此表面面積相對較大，乾燥速度很快。當水分乾涸後，載體會在負載周圍形成一個堅硬的外殼。
負載損失通常與分子量有關。也就是說，在加工溫度下，較輕的分子往往會大量沸騰。透過噴入更高的塔，工業上可以最大限度地減少損失。隨著過程的進行，空氣量越大，平均濕度越低。根據滲透原理，水會因為氣相和液相的逸度差異而離開膠束進入空氣中。因此，如果使用較大的塔，則可以在較低的溫度下從顆粒中乾燥出相同比例的水。或者，可以將漿料噴入部分真空中。由於溶劑的沸點是溶劑的蒸氣壓等於環境壓力時的溫度，因此降低塔內壓力可以降低溶劑的沸點。
噴霧乾燥微囊化技術亦應用於製備不含任何水分的物質的「脫水」粉末。例如，即溶飲料粉末含有各種化學物質的噴霧乾燥物。該技術亦曾被用來去除食品中的水分。其中一個例子就是脫水牛奶的製備。由於牛奶未封裝且噴霧乾燥會引起熱降解，牛奶脫水和類似過程已被其他乾燥技術所取代。脫脂奶粉仍廣泛採用噴霧乾燥技術生產，通常以高固體濃度生產，以達到最大乾燥效率。為了避免產品在乾燥過程中熱降解，工廠會透過降低操作溫度、增加腔室尺寸來增加停留時間。
最近的研究表明，使用噴霧乾燥技術可能是乾燥過程中非晶態粉末結晶的替代方法，因為溫度對非晶態粉末的影響可能很大，具體取決於乾燥停留時間。

### 間接或接觸乾燥（透過熱壁加熱）
此方法例子有滾筒乾燥、真空乾燥。同樣，較高的壁溫會加速乾燥，但會受到產品降解或表面硬化的限制。使用迴轉烘乾機的滾筒乾燥屬於此類。

### 介電乾燥
介電乾燥（射頻或微波在材料內部被吸收）是當今熱切研究的重點。它可用於輔助空氣乾燥或真空乾燥。研究人員發現，微波精細乾燥可以加快傳統乾燥方法結束時非常低的乾燥速度。真空微波乾燥技術曾被用於實驗性製造美國陸軍近戰突擊口糧。

### 冷凍乾燥
在冷凍乾燥中，溶劑在乾燥之前被冷凍，然後昇華，即在溶劑熔點以下直接從固相傳遞到氣相。它越來越多地應用於乾燥食品，超越了其傳統的製藥或醫療應用。它保持了蛋白質的生物特性，並保留了維生素和生物活性化合物。可以透過高真空幫助降低壓力（儘管在乾燥空氣中可以在大氣壓力下進行冷凍乾燥）。如果使用真空泵，昇華產生的蒸氣會在冷凍乾燥室外以極低溫度運作的冷凝器中轉化為冰，從而從系統中移除。

### 超臨界乾燥（過熱蒸汽乾燥）
也稱為臨界點乾燥，是一種以精確且可控的方式去除液體的過程 ，涉及含水產品的蒸汽乾燥。它可用於生產微機電系統、香料乾燥、氣凝膠生產、咖啡脫咖啡因處理以及生物樣本製備。在該過程，產品中的水被煮沸，並與乾燥介質結合，增加了其流動性。它通常用於閉式迴路，並允許透過再壓縮回收一定比例的潛熱，而這項功能是傳統空氣乾燥無法實現的。
當液體中的物質跨越液體到氣體的邊界時（見相圖中的綠色箭頭），液體以有限的速率轉變為氣體，而液體的量則減少。當這種情況發生在異質環境中時，液體中的表面張力會拉動液體可能接觸的任何固體結構。當液-氣-固體連接處移動時，諸如細胞壁、矽膠中的樹枝狀晶體以及微機電設備的微型機械等精密結構往往會因這種表面張力而斷裂。冷凍乾燥和超臨界乾燥則可將液體間接變為氣體，避免樣品因直接跨越氣液平衡而受上述破壞。其中冷凍乾燥使用了低溫、低壓（即相圖中的藍色箭頭），然而有些結構亦會被昇華過程（即經過固氣邊界時）破壞。而超臨界乾燥則透過使用高溫、高壓（即相圖中的紅色箭頭），使液體經過超臨界流體的狀態後才變為氣體。這種路徑不跨越任何相邊界，而是經過超臨界區域，此時氣體和液體之間的差異不再適用。在乾燥的臨界點，液相和氣相的密度變得相等。

### 自然風乾

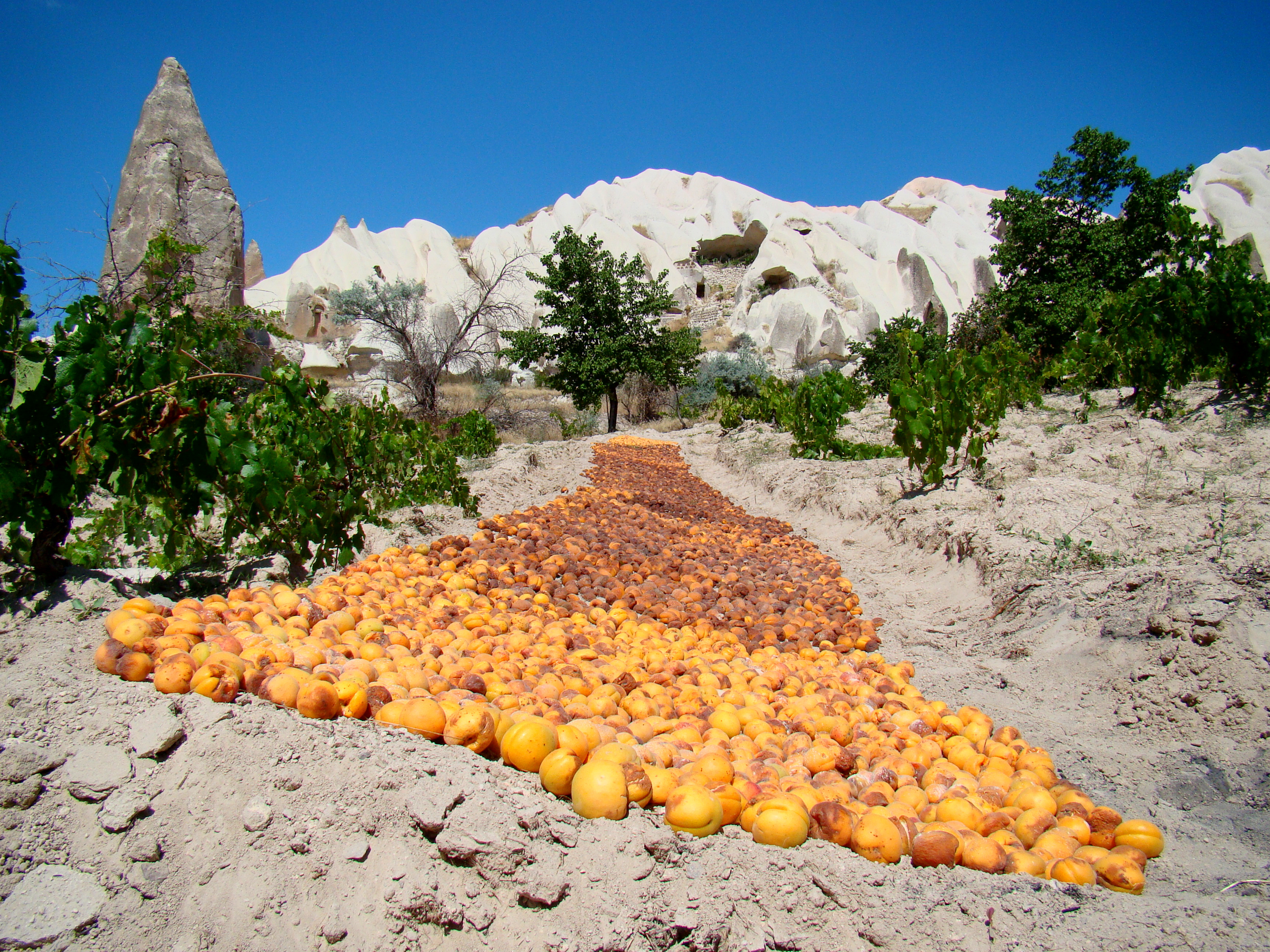
在土耳其中部格雷梅附近，杏子被整齊地擺放在地上，在夏日的陽光下曬乾

自然風乾是指用未加熱的空氣流對具自然乾燥潛力的材料進行乾燥。過程緩慢且依賴天氣，空氣溫度、相對濕度、以及被乾燥材料的水分含量和溫度均會影響乾燥的速度。穀物乾燥就常使用此方法，總時間可能持續一周到數月在寒冷地區，若乾燥過程因冬季而暫時中止，總乾燥需時則可達數月）。

## 應用

### 製造薄膜
在塗料和黏合劑產業中，乾燥用於固化溶劑型薄膜。在某些情況下，可以產生高度結構化的薄膜。例如，含有螺旋聚合物的溶液中的溶劑蒸發會形成高度有序的壓扁環形結構陣列。

### 食材
對食物進行乾燥可抑制微生物的生長和避免品質下降。然而，乾燥的程度取決於產品的最終用途。穀物和油籽收穫後要進行乾燥，以確保其在儲存期間微生物的穩定性。蔬菜在乾燥前要進行焯水，以避免其快速變黑，乾燥不僅是為了抑制微生物的生長，也是為了避免在儲存過程中變褐。對於乾果來說，水分的減少與其酸和糖的含量結合，可以防止微生物的生長。奶粉等產品必須乾燥至非常低的水分含量，以確保流動性並避免結塊。此濕度低於確保抑制微生物生長所需的濕度。其他產品（如餅乾）的乾燥程度超過了微生物生長閾值，從而賦予了其酥脆的質地。

### 非食材產品
在非食品產品中，需要乾燥的產品包括木材（作為木材加工的一部分）、紙張、亞麻和洗衣粉。前兩種由於其來源是有機物，如果乾燥不充分，可能會發黴。乾燥的另一個好處是減少體積和重量。

### 衛生處理
在衛生領域，對污水處理廠產生的污泥、尿液分集乾式廁所（UDDT）收集的糞便污泥或糞便進行乾燥是殺死病原體的常用方法，因為病原體只能忍受一定的乾燥程度。此外，如果要焚燒排泄物材料，乾燥也是必要的製程步驟。